# Ryhtilä
Ryhtilä (finnois : Ryhtilä) est un bâtiment construit sur Seminaarinmäki à Jyväskylä en Finlande.

## Galerie

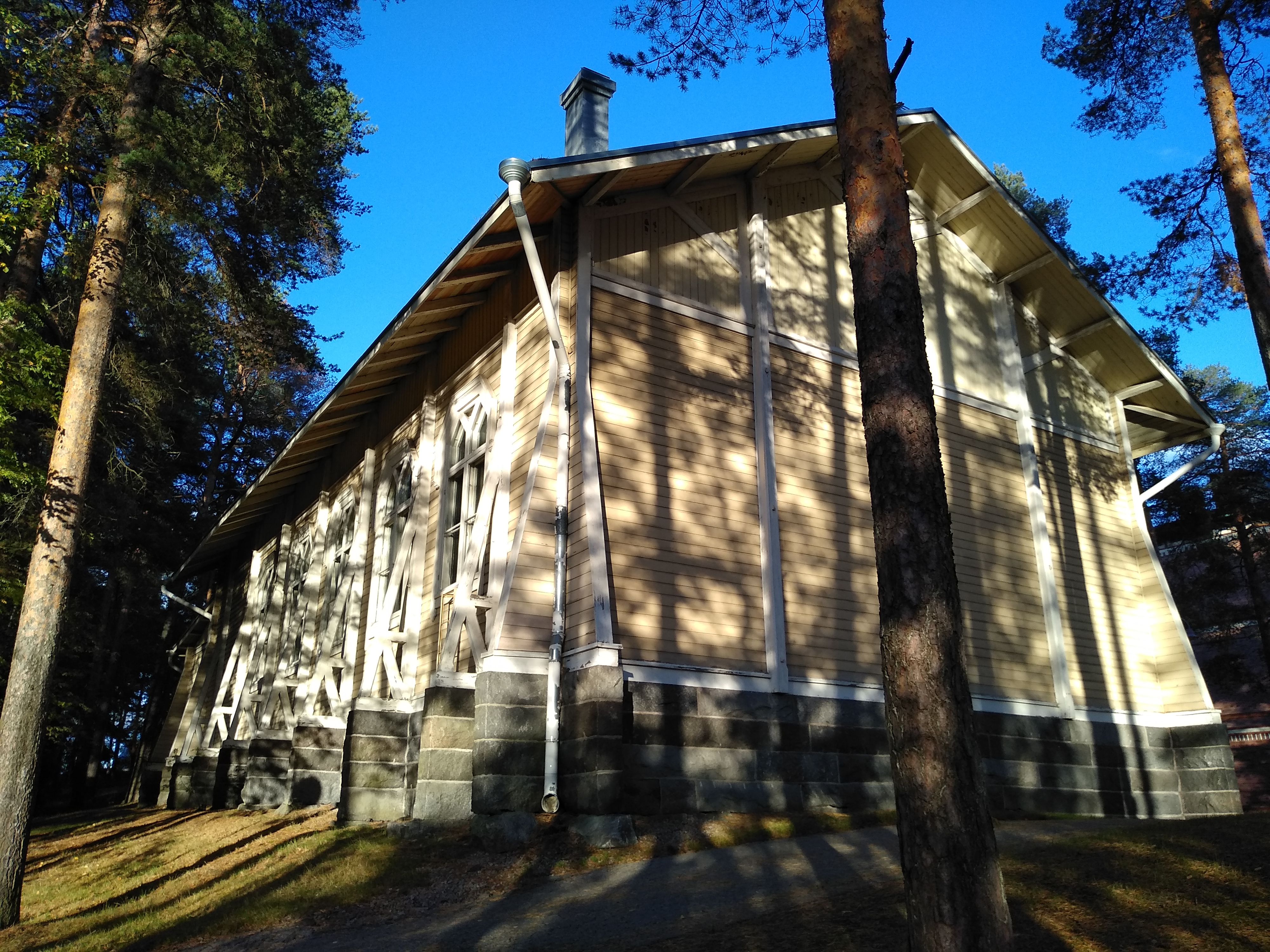
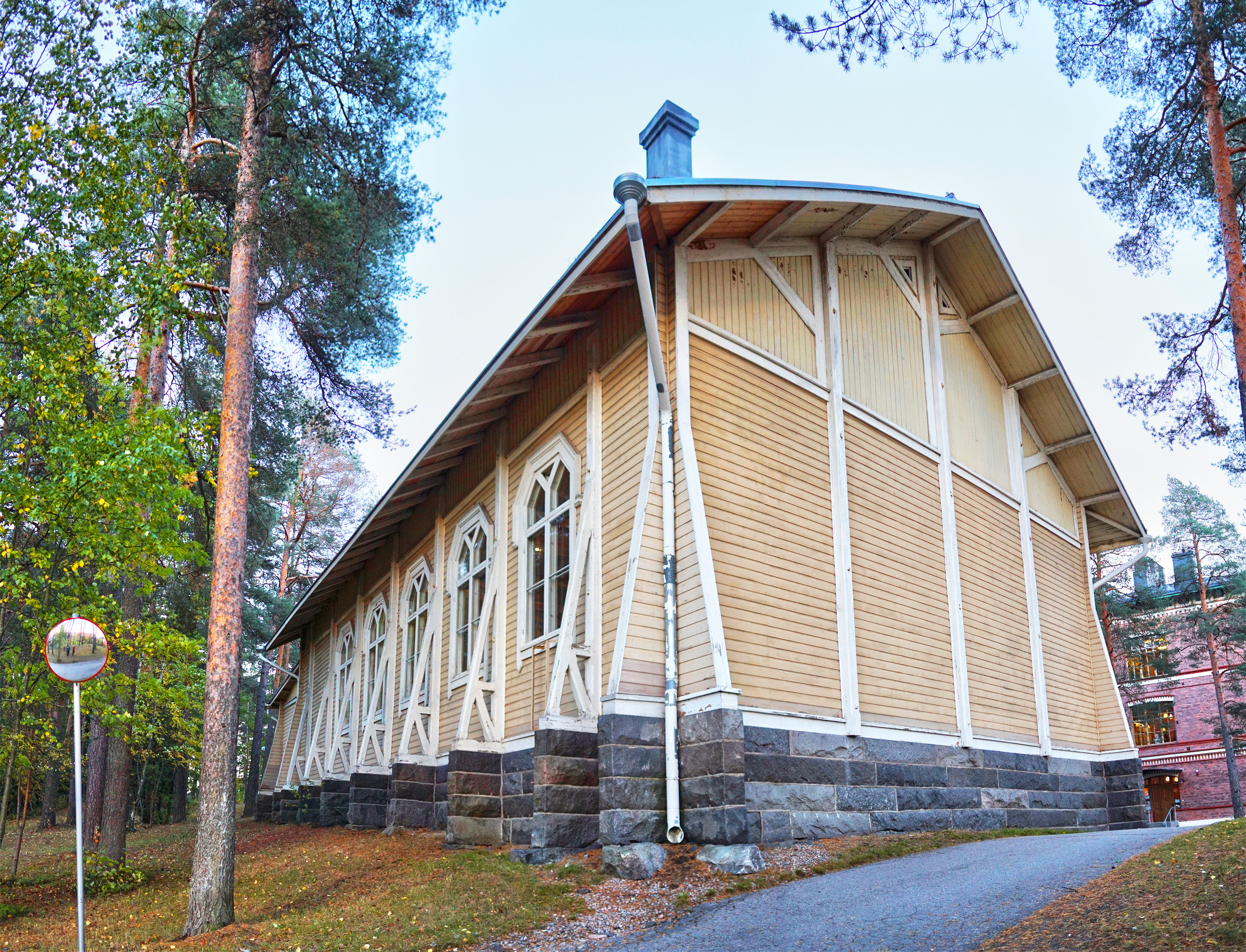